# Harmonisierter Verbraucherpreisindex
Der harmonisierte Verbraucherpreisindex (HVPI) ist ein Verbraucherpreisindex, der von Eurostat für jedes Land der Europäischen Union und einige andere europäische Länder berechnet wird. Der HVPI ist der Leitindikator der Europäischen Zentralbank für Preisniveaustabilität in der Eurozone und wird zur Kontrolle der EU-Konvergenzkriterien verwendet.

## Definition
Der harmonisierte Verbraucherpreisindex (HVPI) ist ein Verbraucherpreisindex (VPI), der von Eurostat für jedes Land der Europäischen Union und einige andere europäische Länder berechnet wird. Er ermöglicht eine möglichst vergleichbare Berechnung des Inflationsniveaus für alle Mitglieder der Europäischen Wirtschafts- und Währungsunion (EWWU).
Er unterscheidet sich vom Harmonisierten Verbraucherpreisindex (HVPI) der Westafrikanischen Wirtschafts- und Währungsunion (UEMOA).
Die rechtliche Grundlage des europäischen HVPI bilden die Verordnung (EU) 2016/792 sowie die Durchführungsverordnung (EU) 2020/1148.

## Geschichte
Die Idee der Harmonisierung der Verbraucherpreisindizes innerhalb der Europäischen Union geht auf den Vertrag von Maastricht zurück. Am 23. Oktober 1995 nahm der Ministerrat der Europäischen Union eine erste Verordnung an, die den rechtlichen Rahmen des HVPI festlegte und am 9. September 1996 folgte eine zweite Verordnung, welche die Einführung und Umsetzung regelte. Seitdem wurden etwa 20 Verordnungen und andere Dokumente veröffentlicht, um die anzuwendende Methodik zu präzisieren. 
Um einem veränderten Konsumverhalten und dem technischen Fortschritt Rechnung zu tragen, trat 2016 eine neue Verordnung in Kraft, welche die 1995 erlassene Verordnung aufhob. Die delegierten Rechtsakte, welche die Umsetzung dieser neuen Verordnung ermöglichen, liegen in der Verantwortung der europäischen Kommission. Die Verordnung von 2016 regelt die Berechnung des HVPI, des HVPI-KS (Harmonisierter Verbraucherpreisindex zu konstanten Steuersätzen) und des WIPI (Wohnimmobilienpreisindex). 2020 wurde eine Durchführungsverordnung verabschiedet, welche weitere methodische und technische Präzisierungen festlegte.

## Ziele
Das Hauptziel der harmonisierten Verbraucherpreisindizes besteht darin, einen Inflationsindikator für jeden EU-Mitgliedstaat bereitzustellen, der zwischen den Ländern vergleichbar ist, für Ländergruppen aggregiert werden kann und die Beurteilung des Grads der Preisniveaustabilität und Konvergenz zwischen den EU-Staaten ermöglicht. Es wird auch verwendet, um die Einhaltung der EU-Konvergenzkriterien für Mitglieder und Beitrittskandidaten des Euroraums zu kontrollieren.
Die Europäische Zentralbank verwendet den HVPI, um ihr Mandat der Preisniveaustabilität sicherzustellen. Das Inflationsziel ist, gemessen an der HVPI-Teuerungsrate, eine mittelfristige Inflation von 2 % in der Eurozone.
HVPI werden von allen Mitgliedstaaten der Europäischen Union und von einer wachsenden Zahl europäischer Staaten außerhalb der EU erstellt. Sogar das US-amerikanische Bureau of Labor Statistics berechnet experimentell einen Konsumentenpreisindex, der die HVPI-Regeln so genau wie möglich befolgt.

## Berechnung
Die Berechnung eines HVPI ist erforderlich, da sich die nationalen Verbraucherpreisindizes auf Grund historischer Besonderheiten, unterschiedlicher gesellschaftlicher Rahmenbedingungen sowie abweichender Struktur der statistischen Systeme unterscheiden. Zusätzlich zu den nationalen Verbraucherpreisindizes werden daher in den EWWU-Staaten (in Deutschland durch das Statistische Bundesamt seit 1997) auch nationale HVPIs berechnet. Das Statistische Amt der EU (Eurostat) überwacht die Einhaltung der Regeln zur Ermittlung der nationalen HVPIs und berechnet auf dieser Grundlage Verbraucherpreisindizes für die Eurozone, die EU und für den europäischen Wirtschaftsraum insgesamt.
Die monatlichen Werte für den HVPI werden von Eurostat immer drei Wochen nach Monatsende veröffentlicht. Die Konzeption des HVPI versucht die zuvor beschriebenen Messfehler zu berücksichtigen. Zu den Verordnungen, mit denen seitens der Europäischen Kommission die traditionelle Inflationsmessung des Laspeyres-Preisindex zukünftig verbessert werden soll, gehören z. B.:
- die Überprüfung der Güterauswahl: Gelangt ein Gut in einem Land der EWWU zur Marktbedeutung, müssen auch die anderen Länder die Einbeziehung in den Warenkorb überprüfen.
- die Überprüfung der Qualität von Gütern und ihrer Gewichte während der Laufzeit des Index: Damit wird ein deutlicher Druck in Richtung auf eine nahezu jährliche Überprüfung des Index ausgeübt.

## Klassifikation
Die Klassifikation von Waren und Dienstleistungen erfolgt gemäß der COICOP/HVPI: der Klassifikation der Verwendungszwecke des Individualverbrauchs (COICOP), angepasst an die Bedürfnisse der harmonisierten Verbraucherpreisindizes (HVPI) der Europäischen Union und des Euroraums. Sie umfasst 12 Kategorien:
- 01 Nahrungsmittel und alkoholfreie Getränke
- 02 Alkoholische Getränke und Tabak
- 03 Bekleidung und Schuhe
- 04 Wohnung, Wasser, Elektrizität, Gas und andere Brennstoffe
- 05 Hausrat und Laufende Instandhaltung des Hauses
- 06 Gesundheitspflege
- 07 Verkehr
- 08 Nachrichtenübermittlung
- 09 Freizeit und Kultur
- 10 Erziehung und Unterricht
- 11 Restaurants und Hotels
- 12 Verschiedene Waren und Dienstleistungen